# Liamine Zéroual

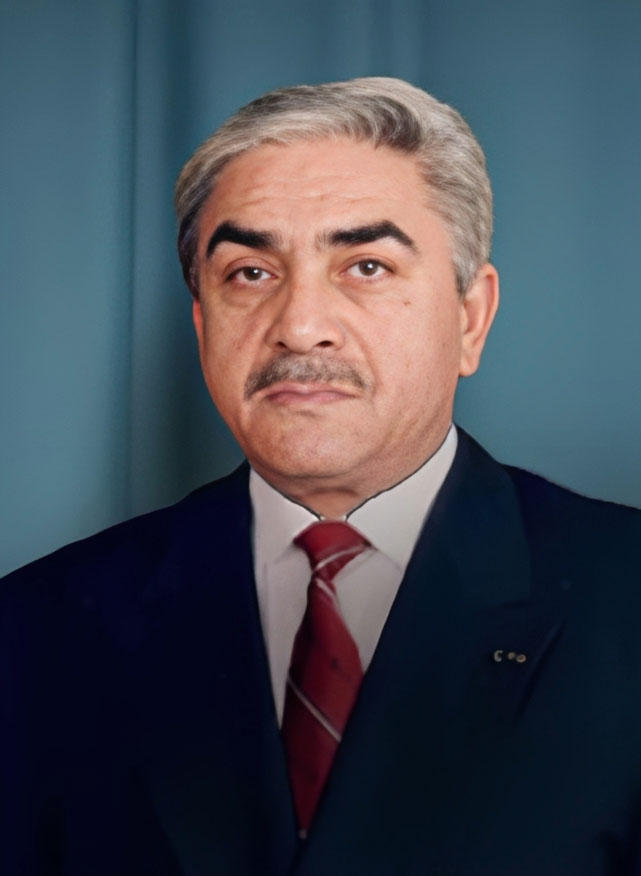
Liamine Zéroual (1994)

Liamine Zéroual (arabisch اليمين زروال, DMG al-Yamīn Zarwāl; * 3. Juli 1941 in Batna) ist ein algerischer Militär und Politiker. Von 1994 bis 1999 bekleidete er das Amt des Staatspräsidenten.

## Leben
Liamine Zéroual wurde 1941 in Batna geboren. Im Algerienkrieg schloss sich Zéroual sich als Sechzehnjähriger der FLN-Guerilla im Aurès an. Während des Krieges diente er innerhalb des kolonialisierten Landes und bei der in Marokko und Tunesien stationierten Auslandsarmee der FLN und erhielt in der UdSSR eine militärische Ausbildung. Nach dem Krieg machte er Karriere innerhalb der Algerischen Streitkräfte. Er wurde General und Kommandant der Militärschule in Cherchell.
1988 wurde er Oberbefehlshaber der Armee, trat aber 1991 wegen Meinungsverschiedenheiten mit Chadli Bendjedid ob der zukünftigen Ausrichtung der Streitkräfte zurück. Danach wurde er Botschafter in Rumänien aber zog sich nach einem Monat in den Ruhestand zurück. 1993 bekleidete er als Verteidigungsminister sein erstes hohes politisches Amt.
Am 31. Januar 1994 wurde er vom Hohen Rat zum Staatspräsidenten ernannt und am 16. November 1995 mit einer Mehrheit von 61 % in einer Wahl bestätigt. Eine Verfassungsreform erweiterte die Rechte des Präsidenten erheblich. Er versuchte mehr Pluralismus zuzulassen, setzte aber auch auf Repression.
Während seiner Regierungszeit dauerte der Bürgerkrieg mit den radikalen Islamisten des bewaffneten Arms Armée islamique du salut der Islamischen Heilsfront (FIS) und der Groupe Islamique Armé (GIA) an. Mit der Armeeführung kam es zunehmend zu Unstimmigkeiten über die Behandlung dieser  Gruppen. Zéroual trat mit seiner Teilnahme an den von der katholischen Gemeinschaft Sant’Egidio organisierten Verhandlungen in Rom im Januar 1995 für eine politische Lösung des Konflikts ein, während Militärs die Vernichtung der Gruppen forderten. So entschied Zéroual, die beiden inhaftierten Anführer Abdelkader Hachami und Abassi Madani aus dem Gefängnis zu entlassen, um den extremistischen Flügel der FIS zu schwächen.
Als der Terrorismus der FIS darauf nachließ und die Armée islamique du salut im Oktober 1997 einen einseitigen Waffenstillstand verkündete, steigerte die GIA im Sommer 1997 ihre Terrorangriffe und beging schwere Massaker und weitere Entführungen von Frauen und Mädchen. Im Juni 1997 gewann das Rassemblement national démocratique (RND), die dem Militär nahestehende Partei, die Parlamentswahlen. Unter diesen Bedingungen nicht durchsetzungsfähig genug, kündigte Zéroual am 11. September 1998 seinen Rücktritt und vorgezogene Neuwahlen an. Sein Mandat wäre im Jahr 2000 ausgelaufen. Er übergab die Regierung 1999 an Abd al-Aziz Bouteflika. In seiner Ansprache gab er den Verzicht auf eine erneute Kandidatur bekannt.